# فطيرة بوسطن القشدية

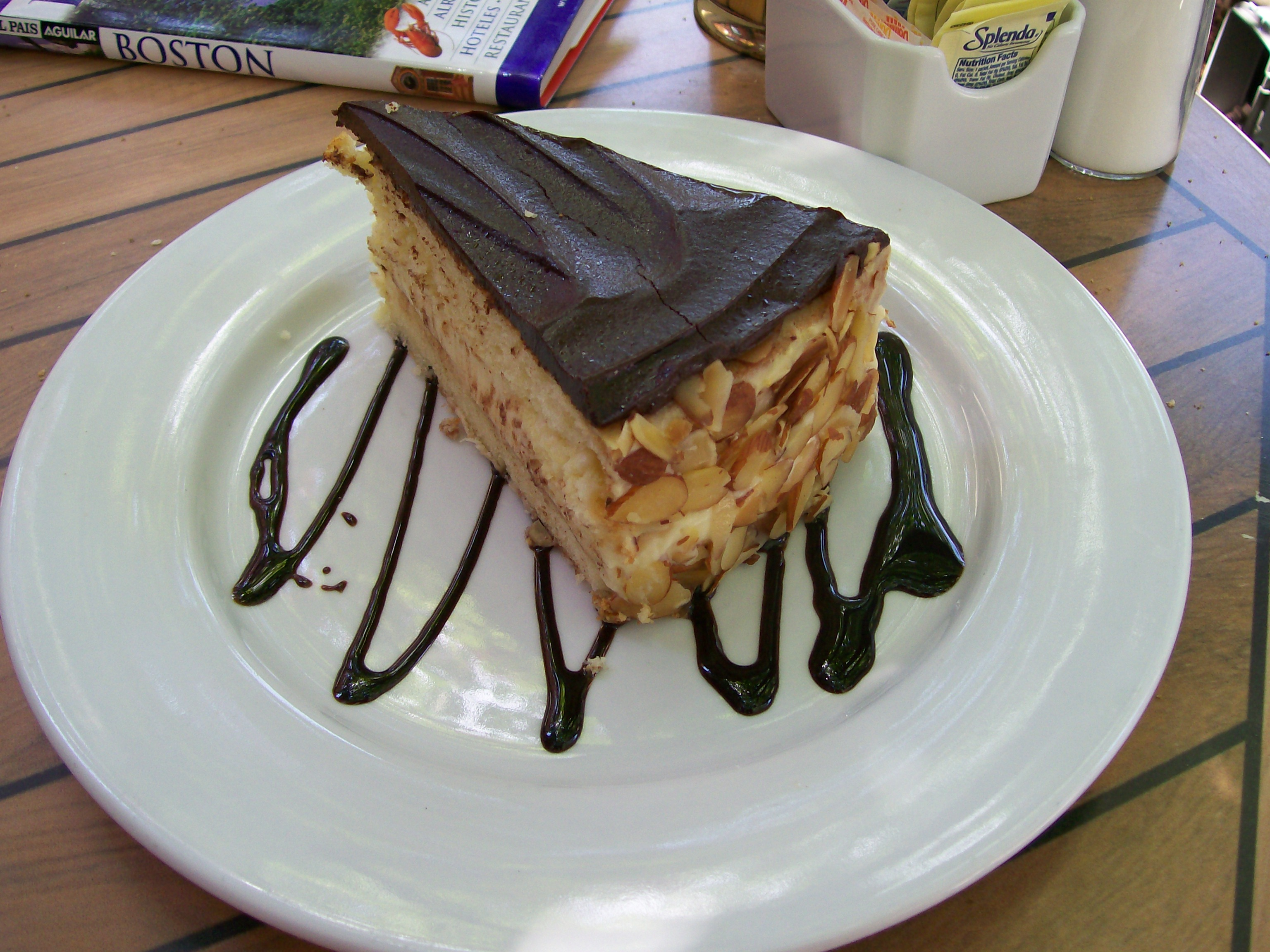
فطيرة بوسطن القشدة مع رذاذ الشكلاط

فطيرة بوسطن القشدية هي كعكة محشوة بالقشدة. اكتسبت الحلوى اسمها عندما حضر الكعك والفطائر في نفس المقالي واستخدمت الكلمات بالتبادل.  كان يطلق على هذا النوع من الكعك في أواخر القرن التاسع عشر اسم فطيرة القشدة أو فطيرة قشدة الشكلاطة أو كعكة الكَسترد. 